# Tenzo Kyokun
Tenzo Kyōkun (典座教訓?), comúnmente conocido en español como Instrucciones al cocinero de un monasterio zen, es un importante ensayo escrito por Dōgen, fundador de la escuela Sōtō de budismo Zen en Japón.

## Título y contenido
Si bien el título sugiere que el alcance se limita a simples instrucciones de cocina, Ekiho Miyazaki, un abad del templo principal de la escuela Sōtō, Eihei-ji, resume la importancia de la obra cuando escribe: "Las Instrucciones al cocinero son instrucciones para la vida". La obra fue escrita en 1237, diez años después del regreso de Dōgen de su tiempo en la dinastía Song de China . En ese momento estaba practicando en el monasterio que había fundado cuatro años antes, Kōshōhōrin-ji . Durante este período, escribió varias de sus obras más conocidas, como Bendōwa, Fukan Zazengi y Genjōkōan . Sin embargo, el lenguaje y el estilo de las Instrucciones se consideran más concretos y sencillos que estos otros trabajos populares. Las instrucciones al cocinero se incluyen como la primera parte del Eihei Shingi, o Reglas de pureza para Eihei-ji .
Renpō Niwa, un abad anterior de Eihei-ji, divide los textos a cinco partes. La primera parte es el prefacio  en qué Dōgen enfatiza la importancia del trabajo del tenzo, o cocinero principal. Afirma que el puesto es sólo propio para monjes experimentados con un grado alto de comprensión de la práctica zen. La siguiente sección describe el trabajo práctico que el tenzo tiene que llevar a cabo, así como la actitud con la cual tendría que ser emprendido. La tercera parte incluye instrucciones para servir además de un relato donde Dōgen se encuentra con dos monjes que se desempeñan como tenzos. Reconoce que estas reuniones tuvieron un impacto profundo y duradero en su entendimiento del budismo y que ayudaron a dar forma al Sōtō en Japón. Luego, Dōgen focaliza la necesidad del tenzo para actuar sin ningún pensamiento de discriminación o dualidad. En la última sección se incluye una discusión de las Tres Mentes (Sanshin, 三心), un conjunto de tres ideales para práctica de zen.